# 福建省厦门市人民检察院
福建省厦门市人民检察院是中华人民共和国福建省厦门市的检察机关。领导全市各基层人民检察院和派出检察院、专门人民检察院，依法履行法律监督职能。

## 历史沿革
1951年8月1日，厦门市人民检察署成立，办公地点在公园西路38号。1952年迁往新华路，与厦门市人民法院同址办公。1954年12月，根据《中华人民共和国人民检察院组织法》，厦门市人民检察署更名为厦门市人民检察院。1955年8月办公地点迁往霞溪路45号。1966年6月文化大革命开始后，检察机关陷入瘫痪。1967年5月，厦门市军事管制委员会对检察机关实行军事管制。1968年9月，厦门市革命委员会人民保卫组成立，代行检察机关职能。1978年8月，重建厦门市人民检察院，内设办公室、刑事检察科、经济检察科、法纪检察科。1979年4月，正式对外办公。办公地址初设新华路45号。1982年8月，迁至霞溪路45号。1990年8月，迁至槟榔西区商业大楼四至六层。1992年4月，迁至湖滨北路117号新办公大楼。

## 机构设置
- 办公室
- 政治部
- 第一检察部
- 第二检察部
- 第三检察部
- 第四检察部
- 第五检察部
- 第六检察部
- 第七检察部
- 第八检察部
- 第九检察部
- 法律政策研究室
- 案件管理部
- 检务督察部
- 司法警察支队
- 检察技术信息部
- 行政装备处
- 干部处
- 宣传和教育培训处
- 机关党委
- 司法警察支队

## 历任领导
历任检察长
| 姓名   | 任期                      | 备注  |
| ------ | ------------------------- | ----- |
| 林智忠 | 1987年12月－1997年12月    |       |
| 汪兴裕 | 1997年12月－2002年12月    |       |
| 林永星 | 2002年12月－2012年1月     |       |
| 黄延强 | 2012年1月－2019年12月31日 |       |
| 吴金喜 | 2020年1月－2023年12月     | [ 3 ] |
| 陈瑜   | 2024年1月－               |       |